# Silvestro di Kiev
Silvestro di Kiev (Сильвестр; 1055 – 1123) è stato un religioso e scrittore (cronachista) della Rus' di Kiev.
Alcune fonti nominano Silvestro come compilatore della Cronaca degli anni passati, o almeno della sua seconda edizione. Egli era igumeno del Monastero di Vydubyči (nelle vicinanze di Kiev), fondato dal Principe Vsevolod di Kiev. Nel 1118 Silvestro venne mandato a Perejaslav-Chmel'nyc'kyj (attuale Oblast' di Kiev) come vescovo.
Come persona vicina al figlio di Vsevolod, Vladimiro il Monomaco, poi sovrano della Rus' di Kiev col nome di Vladimiro II, Silvestro giocò un ruolo notevole negli affari politici e religiosi della Rus'.